# Institut de Tuskegee
El Lloc Històric Nacional de l'Institut de Tuskegee (Tuskegee Institute National Historic Site) a Tuskegee (Alabama, Estats Units) als Booker T. Washington va fundar aquesta universitat per als afroamericans el 1881. Aquí es conserven edificis de maó construïts pels mateixos estudiants, la casa de Washington, i el museu de George Washington Carver que serveix com a centre de visitants. La universitat continua sent una institució activa que encara posseeix la major part de la propietat d'aquest lloc històric nacional.